# Gaure
Gaure es una comarca (en occitano parçan) de Gascuña, en Occitania, en el sur de la Francia, concretamente en la región de Mediodía-Pirineos, en el departamento de Gers, distrito (arrondissement) de Condom.
Su capital histórica es la villa de Fleurance (en occitano Florença) que es sede de un cantón.

## Historia
El condado de Gaure fue una jurisdicción feudal, situada entre el vizcondado de Brulhois (al norte), el Fézensac (al sur), la Lomagne (al este) y el Gabardan (al oeste).
El condado de Gaure aparece efímeramente hacia 961 tras la muerte de Guillermo I conde de Fézensac, Armañac y Auch. Parece que un hijo suyo recibió el territorio de Gaure con el título condal pero unos años después revirtió en favor de su hermano el conde Odón I de Fesenzac o de su sucesor. La capital entonces era Saint-Puy y Gerardo de Cazaubon era el señor de Gaure, con la fortaleza de Sempuy, pero le fue arrebatada parte de sus posesiones por su señor Gerardo VI de Armañac, que aliado con el conde de Foix, asoló el territorio. Gerardo de Cazaubon pidió ayuda al senescal de Tolosa Eustaquio de Beaumarchais y ambos fundaron en 1272, en el lugar llamado Aigueval, al pie del monte Aiglon, la ciudad de Fleurance. Hacia 1274 ya se había convertido en la capital de los dominios señoriales de Gerardo de Cazaubon en Gaure. 
Gaure siguió los destinos de los condes de Armañac.
De Armañac pasó a Albret poco después de 1450. Carlos II de Albret se titulaba conde de Gause. Murió en 1471 y pasó a su nieto Alán el Grande que lo cedió a su hijo Juan II que fue conde de Gause y de Perigord, vizconde de Limoges y de Tartas, muerto en 1516. Pasó a su hijo Enrique que fue rey de Navarra y después a Juana de Albret y a su hijo Enrique que se convirtió en el rey Enrique IV de Francia en 1589 quedando Gaure, y sus otros territorios, ligados a la Corona francesa.

## Lista de Comtes de Gaure o Gause
- Guillermo I 926-960 (conde de Armañac, Fesenzac y Auch)
- Desconocido 960-
- Odón Falca o Bernardo Odón Mancius Tinea ?-?
- Aimeric ?-c. 1050
- Guillermo II Astanove I c. 1050-?
- Aimeric II Fortin ?-1103
- Astanove II 1103-?
- Assalina (Astamura) ?-c. 1150
- Gerardo I (III de Armañac) (consorte) c. 1120-1160
- Bernardo I (IV de Armañac) 1160-1188
- Gerardo II (IV de Armañac) 1188-1215
- Gerardo II (V de Armañac) 1215-1219
- Pedro Gerardo 1219-1241
- Bernardo II (V de Armañac)1241-1245
- Mascarosa I 1245-1249
- Arnaldo Odón 1245-1256 (vizconde Arnau III Odón de Lomaña)
- Mascarosa II 1249-1256
- Gerardo III (VI de Armañac) 1256-1285
- Bernardo III (VI de Armañac) 1285-1319
- Juan I 1319-1373 (conde de Rouergue)
- Juan II el Desigual 1373-1384
- Juan III 1384-1391
- Bernardo IV (VII de Armañac) 1391-1418
- Juan IV 1418-1450
- Juan V 1450-1452
- Carlos I 1452-1471
- Alano el Grande 1471-1522
- Enrique I de Armañac y II de Navarra 1522-1555
- Juana de Albret 1555-1572 (III de Navarra)
- Enrique II 1572-1589 (Enrique III de Navarra, que se convirtió en Enrique IV de Francia en 1589)
- a la Corona francesa 1589

- Datos: Q2991239